# كو باني
كو باني والمعروفة أيضًا باسم كو بانيي (بالتايلندية: เกาะ ปันหยี) هي قرية صيد في محافظة فانغ نغا، تايلاند. إشتهرت القرية بأنها بنيت بواسطو صياد من الملايو على السيقان الخشبية. يتكون السكان من 360 عائلة أو 1685 شخصًا ينحدرون من عائلتين مسلمتين بحريتين من جاوة.

## التاريخ
تم إنشاء المستوطنة في كو باني في نهاية القرن الثامن عشر من قبل أحد صيادي الملايو الرُحل. تُعرف كو باني باسم بولاو بانجي في لغة الملايو. خلال هذا الوقت حصر القانون ملكية الأرض حصرا على الأشخاص من أصول وطنية تايلندية، وبسبب هذه الحقيقة، كانت المستوطنة، في معظمها، مبنية على ركائز داخل حماية خليج الجزيرة، موفرة سهولة الوصول للصيادين. مع تحسن الوضع المالي لمجتمع القرية العائمة، بسبب نمو صناعة السياحة داخل تايلاند، أصبح شراء الأرض في الجزيرة نفسها أمرًا ممكنًا، وتم بناء مسجد وبئر مياه عذبة.

## الحياة
يوجد في القرية مدرسة إسلامية يحضرها كل من الفتيات والفتيان في الصباح. بسبب الطبيعة غير الرسمية لهذا التعليم، يلتحق العديد من الأولاد بالمدارس في مناطق أبعد في فانغ نغا أو في فوكيت. يتم تشجيع المزيد من الهجرة من القرية حيث أن حجم المستوطنة مقيد بسبب ظروف المياه الخطرة في موسم الأمطار.
يخدم المسجد الذي يرتكز على الجزيرة المجاورة للمستوطنة السكان الذين يغلب عليهم الإسلام وهو نقطة محورية ومكان التقاء للمجتمع. يبيع السوق المليء بالسلع من البر الرئيسي وسائل الراحة الأساسية مثل الأدوية والملابس ومستلزمات النظافة.
على من ارتفاع الأرقام الأخيرو في السياحة، لا تزال الحياة في كو باني قائمة بشكل أساسي حول صيد الأسماك حيث يزور السياح بأعداد كبيرة القرية فقط في فترات موسم الجفاف.

### كرة القدم
تحتوي القرية على ملعب كرة قدم عائم. مستوحى من كأس العالم لكرة القدم عام 1986، بنى الأطفال الملعب من قطع قديمة من الخشب وطوافات الصيد. قرر الصبيان تشكيل فريق كرة قدم والتنافس في بطولة المدارس التايلاندية الجنوبية. بعد الوصول إلى دور نصف النهائي في البطولة الداخلية، وتحقيق المركز الثاني في وضع غريب (في الشوط الثاني قرر الصبية اللعب بأقدام عارية حيث اعتادوا على ذلك)، ألهمت هذا الفريق جميع القرية لممارسة الرياضة. لذلك تم بناء ملعب جديد تمامًا، على الرغم من أن الملعل الخشبي لا يزال باقي ويحظى بشعبية بين السياح. اعتبارًا من عام 2011، يعد نادي بانيي لكرة القدم أحد أنجح أندية كرة القدم للشباب في جنوب تايلاند، والأولاد الذين قاموا ببناء الملعب في عام 1986 أصبحوا الآن رجالًا بالغين. لديهم الرقم القياسي المثير للإعجاب في الفوز ببطولة جنوب تايلاند للشباب في كرة القدم للأعوام 2004 و 2005 و 2006 و 2008 و 2009 و 2010.

## السياحة
في أواخر القرن العشرين، وجد مجتمع القرية أنه من الصعب العيش فقط إعتمادا على الصيد واقترح ساعي البريد دعوة السياح إلى القرية لإفادة السكان. في الوقت الحاضر، فإن القرية واحدة من مناطق الجذب الرئيسية في جولات خليج فانغ نغا من فوكيت ، وغالبا ما تكون بمثابة محطة للغداء. مع تزايد عدد السياح، يوجد عدد من مطاعم المأكولات البحرية في الجزيرة، بالإضافة إلى العديد من الأكشاك التي تبيع الهدايا التذكارية. بالإضافة إلى ذلك، يعد الملعب القديم لفريق كرة القدم الأسطوري بمثابة عامل جذب رئيسي.

## صور

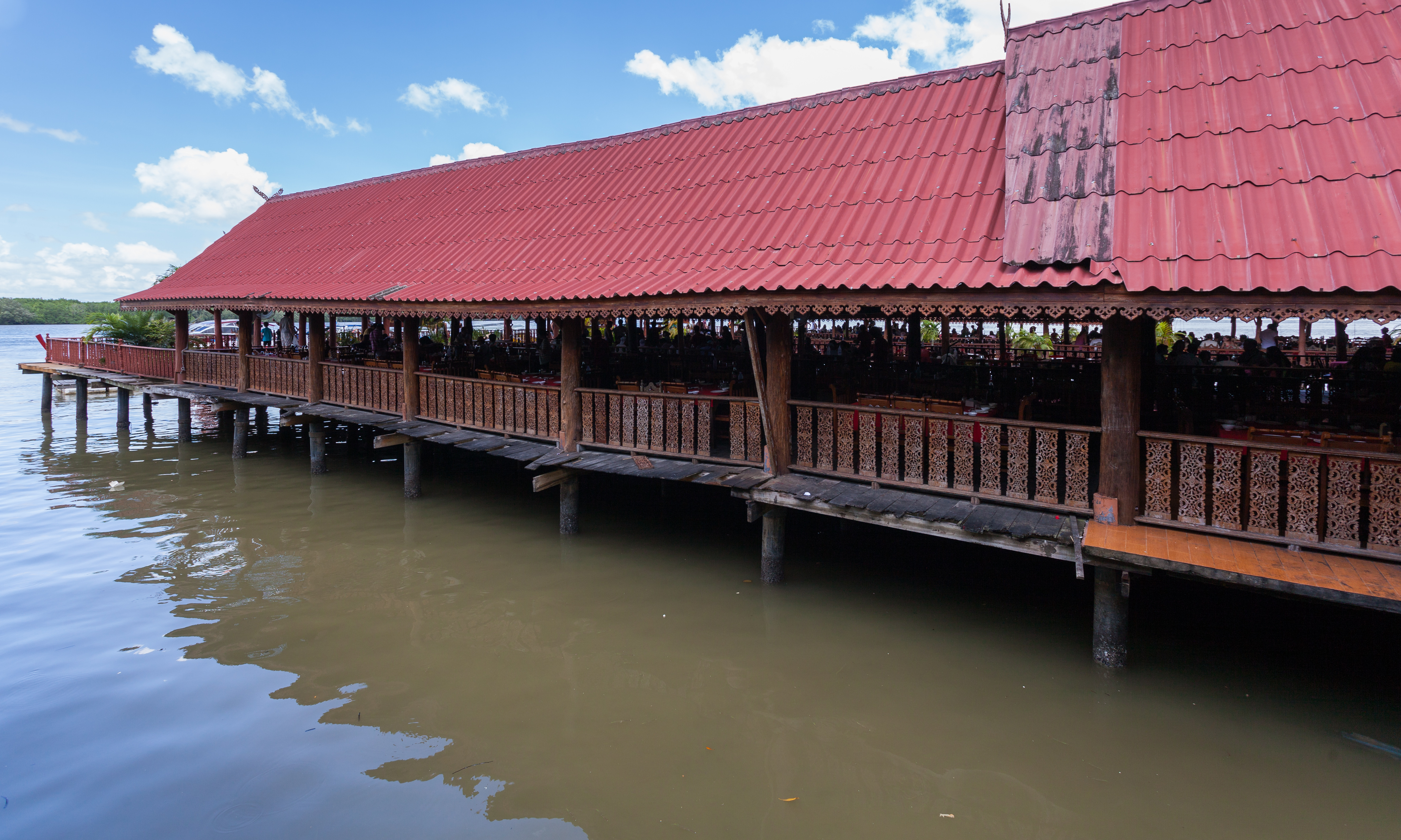
مطعم عائم في القرية
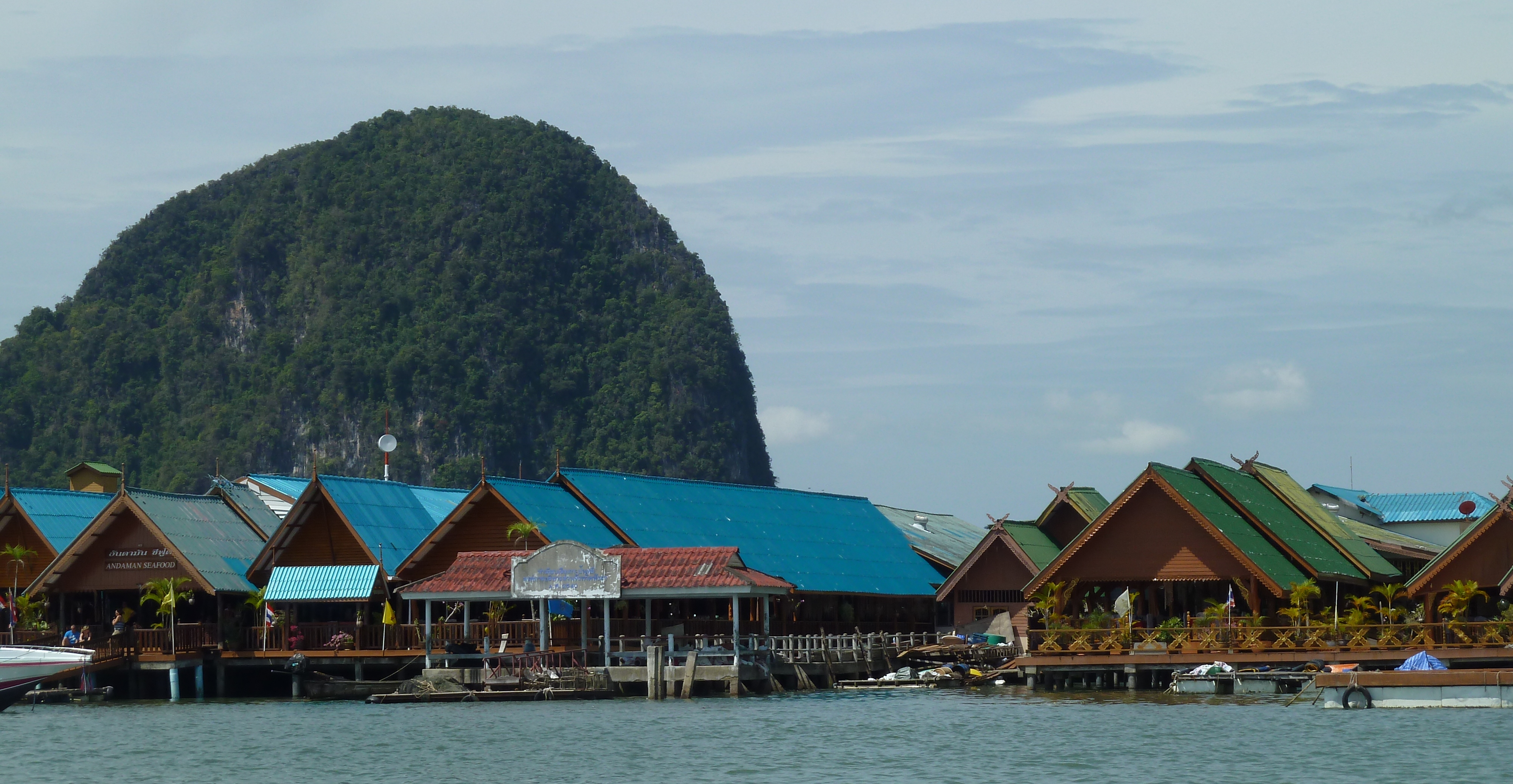
قرية كو باني
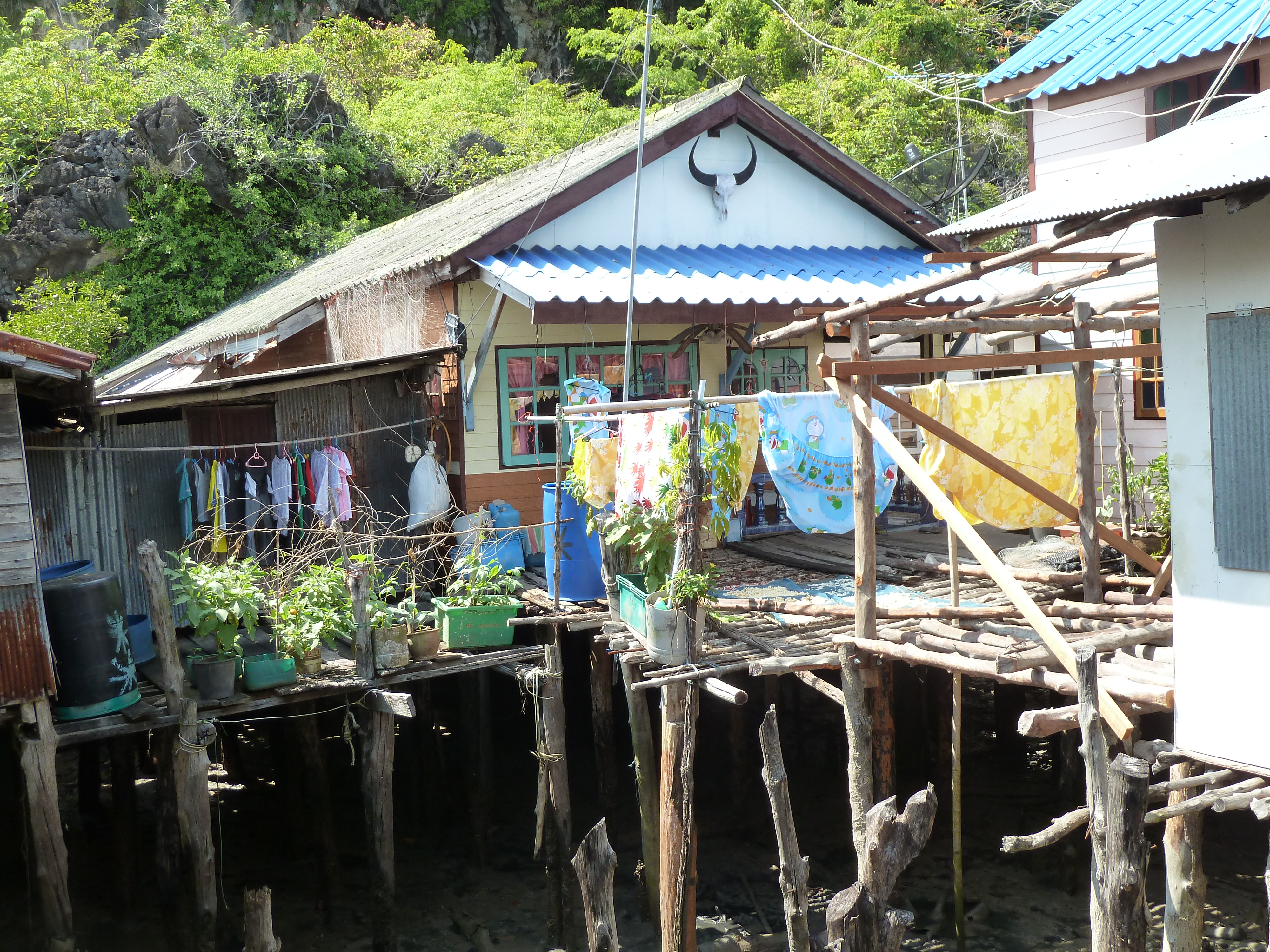
منازل قرية كو باني